# Guitté
Guitté (bretonisch: Gwitei) ist eine französische Gemeinde mit 711 Einwohnern (Stand 1. Januar 2022) im Département Côtes-d’Armor in der Region Bretagne. Sie gehört zum Arrondissement Dinan und zum Kanton Broons. Die Bewohner nennen sich Guittéens/Guittéennes.

## Geografie
Guitté liegt an der aufgestauten Rance, etwa 37 Kilometer nordwestlich von Rennes an der Grenze zum Département Ille-et-Vilaine.

## Geschichte
Überreste und Funde aus der Steinzeit und der durch die Gemeinde führende Römerweg von Alet nach Corseul deuten auf eine frühe Besiedlung hin. Im Mittelalter waren die Herren von Guitté die erste einer Reihe von Adelsfamilien, die den Ort verwalteten. Im Jahr 1832 kam es zu einem bedeutenden Gebietsaustausch mit der Gemeinde Médréac. Die Gemeinde gehörte von 1793 bis 1801 zum District Dinan. Seit 1801 ist Guité Teil des Arrondissements Dinan. Eine erste namentliche Erwähnung von Guitté fand sich im Jahr 1148 in einer Schenkungsurkunde an die Abtei von Boquen. 

## Bevölkerungsentwicklung
| Jahr                       | 1962 | 1968 | 1975 | 1982 | 1990 | 1999 | 2006 | 2019 |
| Einwohner                  | 606  | 611  | 554  | 541  | 524  | 526  | 601  | 714  |
| Quellen: Cassini und INSEE |      |      |      |      |      |      |      |      |

## Sehenswürdigkeiten
- Schloss Château de Beaumont (älteste Teile aus dem 15. Jahrhundert)
- Schloss Château de Couëllan (erbaut im 16. Jahrhundert)
- Schloss Château de la Perchais (erbaut 1725)
- Kirche Saint-Servan (15.–17. Jahrhundert; im 19. Jahrhundert restauriert)
- Kapelle Saint-Nicolas de Couëllan (auch Coueslan, erbaut 1672)
- Kapelle Saint-Mathurin (erbaut 1744, auch Saint-Gourgon genannt)
- Herrenhaus Manoir des Touches aus dem 17./18. Jahrhundert
- Herrenhaus Manoir de la Ville-Férier (erbaut 1607)
- das ehemalige Pfarrhaus
- drei Mühlen in Beaumont, Le Pré-au-Coq und Néal
- Denkmal für die Gefallenen[1]
- Menhir La Pierre Longue

Quelle:

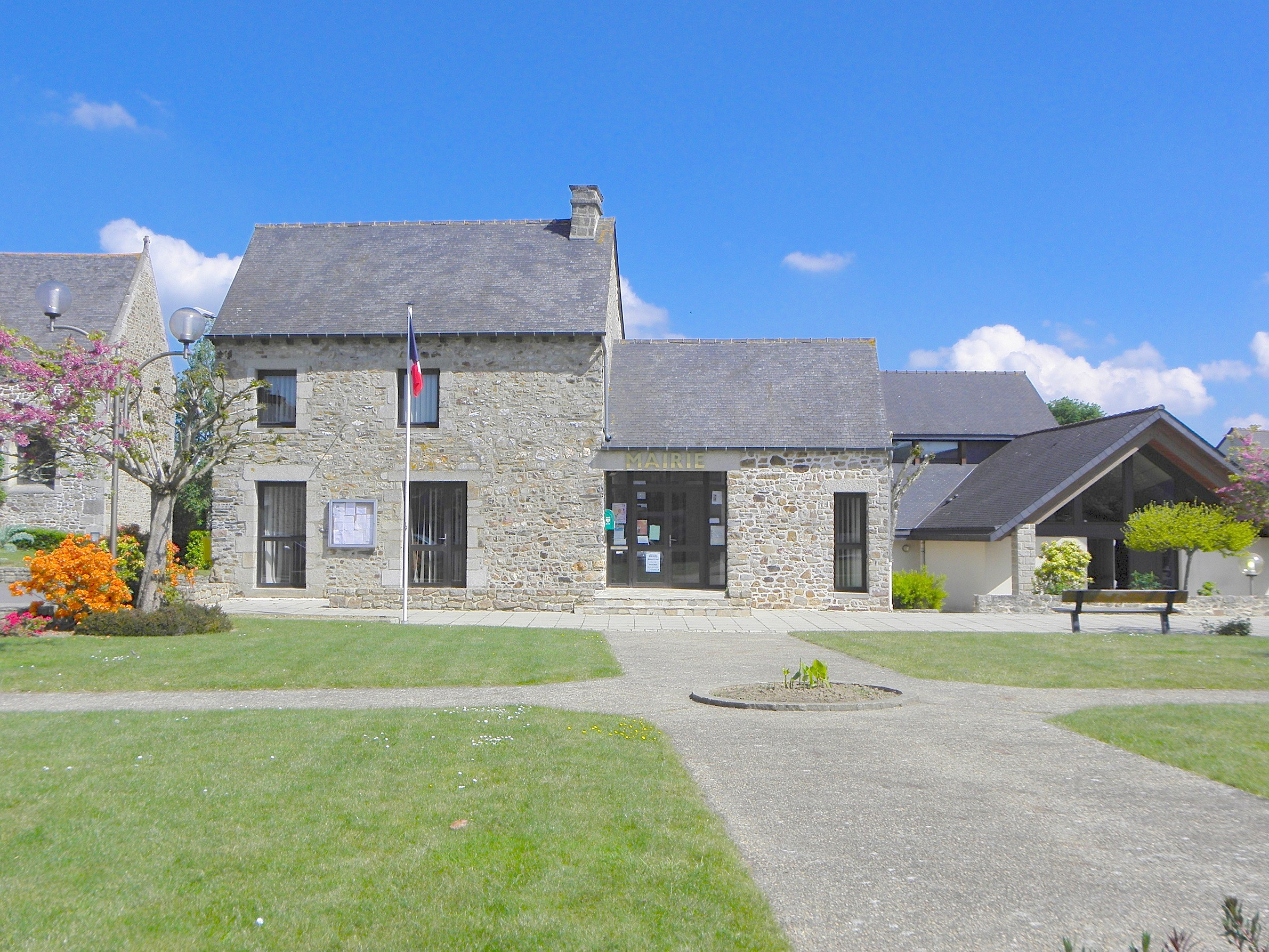
Rathaus (Mairie) von Guitté
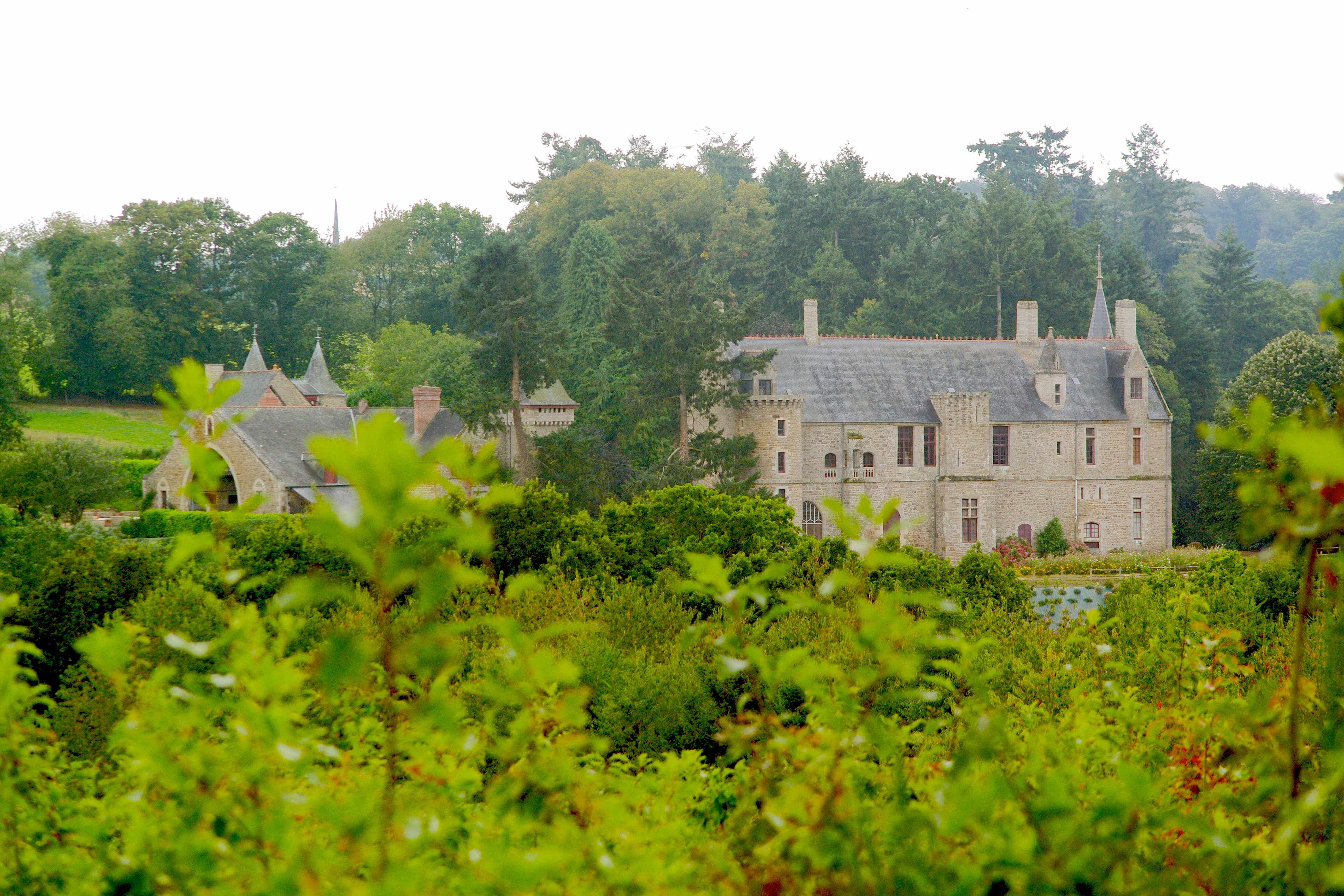
Schloss Château de Beaumont
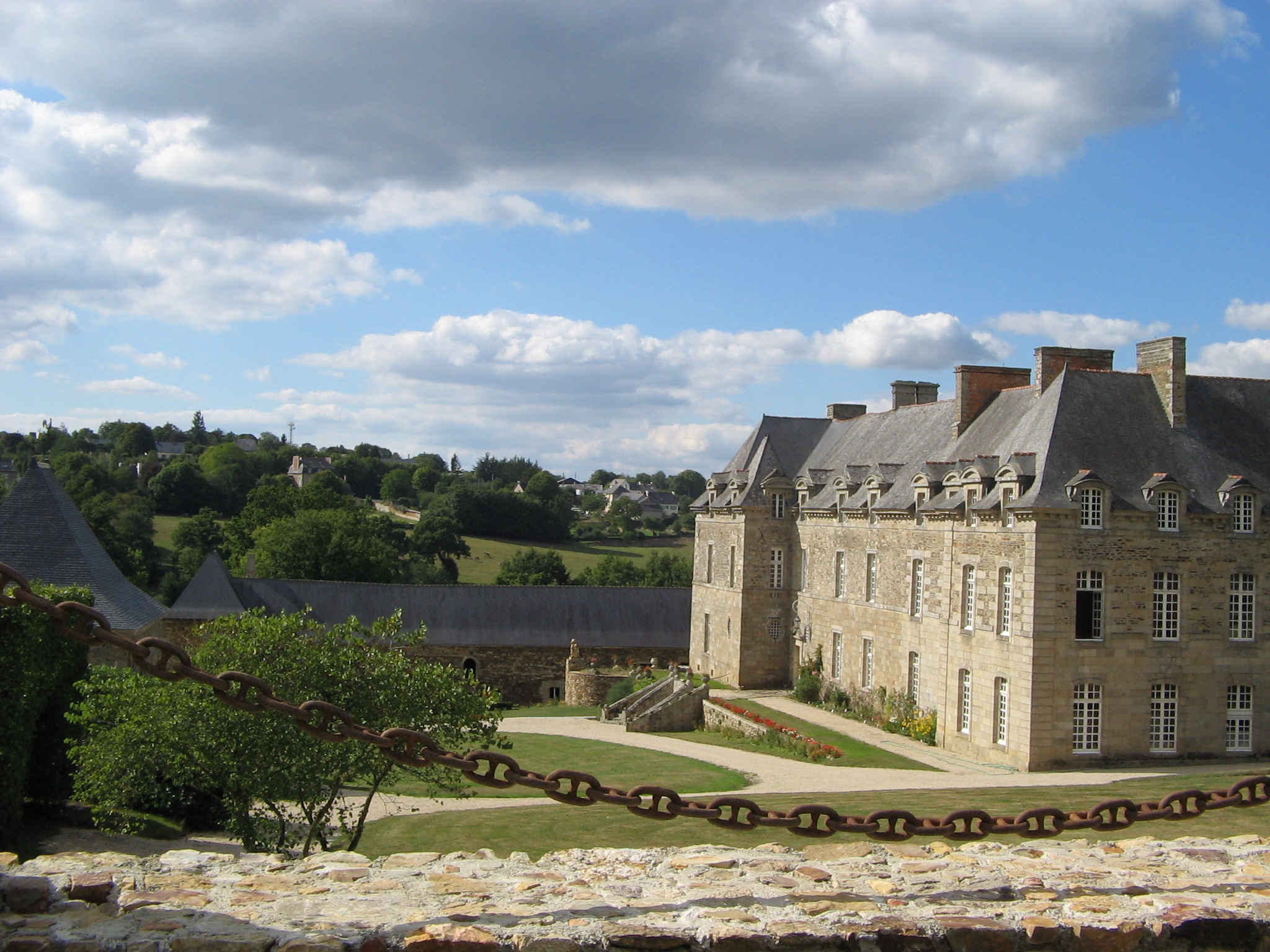
Schloss Château de Couëllan
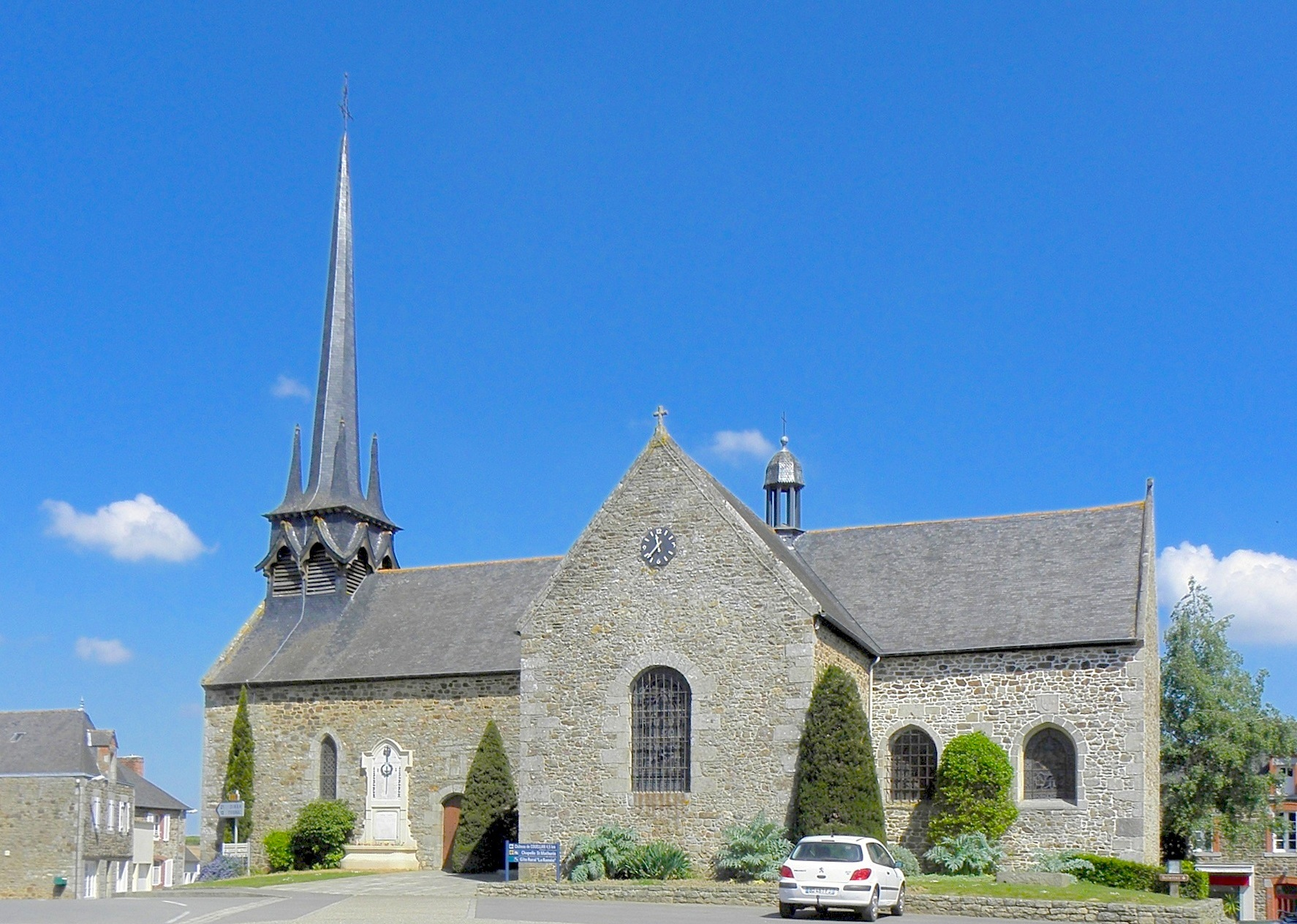
Dorfkirche Saint-Servan
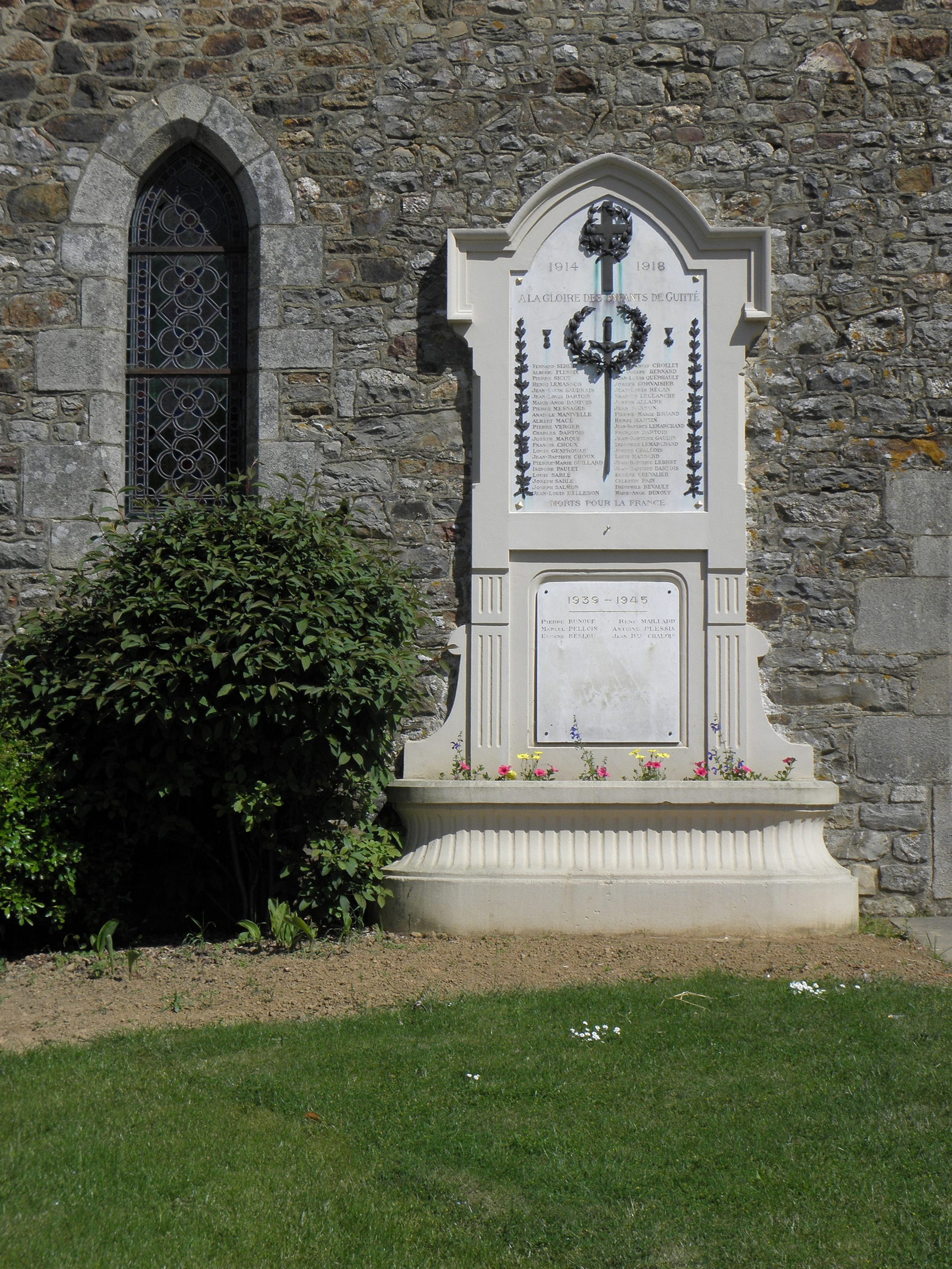
Denkmal für die Gefallenen
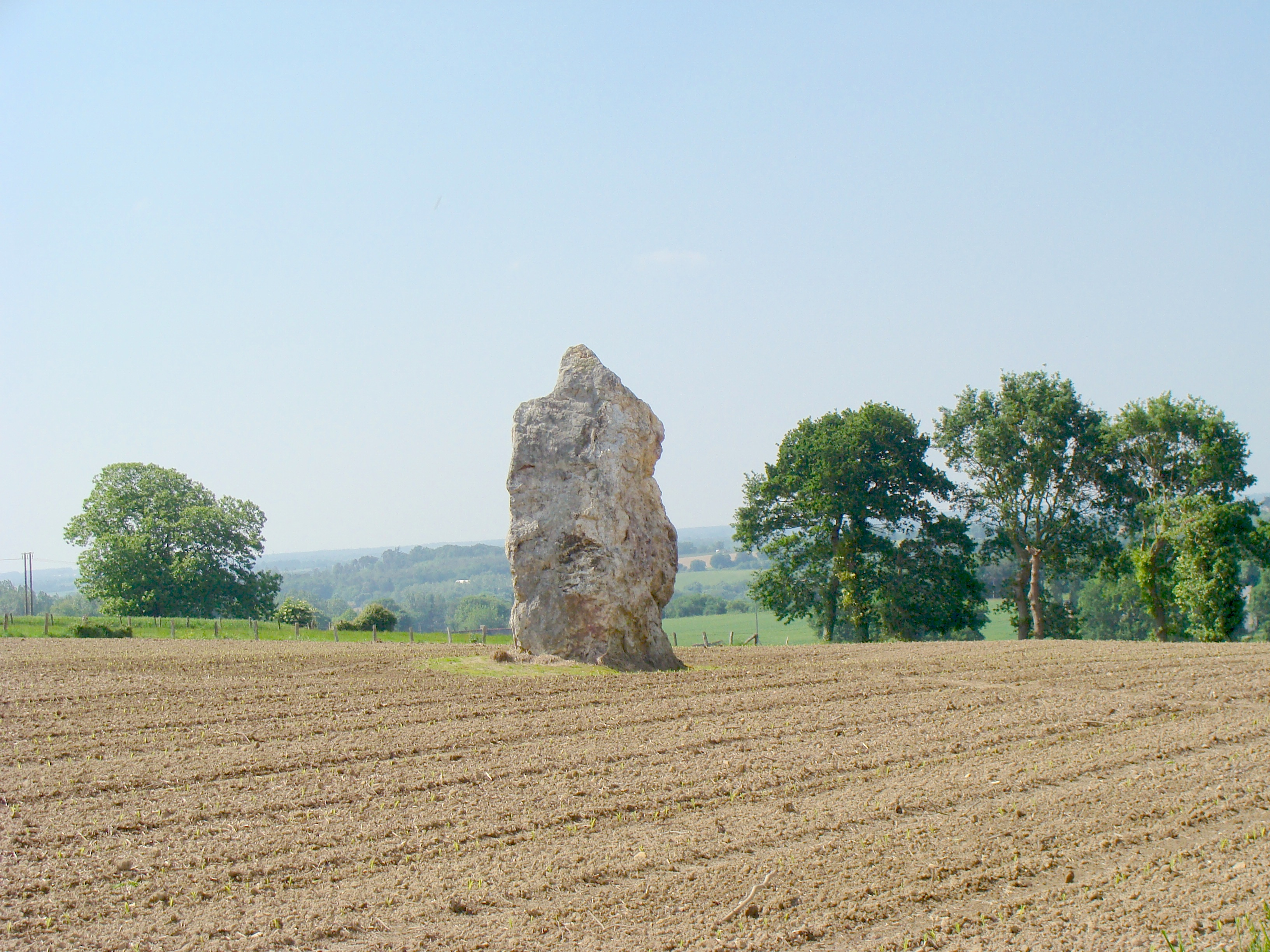
Menhir La Pierre Longue